# 아지우송 지아스 바치스타
아지우송 지아스 바치스타 (1968년 3월 16일 ~ )는 브라질의 전 축구 선수이자 축구 감독이다.

## 통계
| 브라질 | 브라질 | 브라질 |
| 연도   | 출전   | 골     |
| ------ | ------ | ------ |
| 1990   | 3      | 0      |
| 1991   | 1      | 0      |
| 합계   | 4      | 0      |